# Ngong Ping
Ngong Ping is een stad in Hongkong, op het eiland Lantau. Daar staat het grootste zittende beeld van boeddha, de Tian Tan Boeddha. Dat beeld is van brons en gemaakt tussen 1990 en 1993.